# Пурлида
Пурлѝда или Порлѝда (на гръцки: Λιμνοχώρι, Лимнохори, катаревуса Λιμνοχώριον, Лимнохорион, до 1927 Πουρλίδα, Пурлида или Πορλίδα, Порлида до 1955 Κογχύλια, Конхилия) е село в Гърция, Егейска Македония, в дем Долна Джумая (Ираклия), област Централна Македония с 696 жители (2001).

## География
Селото е разположено в Сярското поле северозападно от град Сяр (Серес) и западно от демовия център Долна Джумая (Ираклия), на източния бряг на Бутковското езеро (Керкини).

## История

### В Османската империя
През XIX век Пурлида е село, числящо се към Сярската кааза на Отоманската империя.
В 1891 година Георги Стрезов пише за селото:
| „ | Порлида, малко селце, 1 1/2 часа до Джумая, на З до Струма. От пакостите на реката селянете са принудени да се изселяват, тъй че засега са останали само 15 къщи българе. Чифлик. Равнището, в което са разположени горните четири села се казва Прокопанско поле и е едно от най-плодородните. Струма изобилно го пои и често си менява дори матката. На Ю е орманът, гъст с вековни върби и тинести блата, тъй че климатът е нездрав и поддържа всякакви миазми. В ормана има много диви свини, язовец, чакали; развъждат още по краищата и питомни свине. | “ |

Според статистиката на Васил Кънчов („Македония. Етнография и статистика“) от 1900 година селото брои 160 жители българи християни.
По данни на секретаря на Българската екзархия Димитър Мишев („La Macédoine et sa Population Chrétienne“) в 1905 година християнското население на Парлида (Parlida) се състои от 80 жители българи патриаршисти гъркомани. В селото функционира българско начално училище.

### В Гърция
Пурлида е освободено от османска власт през октомври 1912 година по време на Балканската война от части на Седма рилска дивизия. Селото попада в пределите на Гърция след Междусъюзническата война в 1913 година. Жителите на селото заедно с тези на Мантар и Бурсук оказват съпротива на гръцките денационализаторски мерки и отказват да плащат владичина, да се поздравяват на гръцки за Великден, да признаят гръцкия поп и да се черкуват, а децата спират да ходят на училище, поради въведения в него гръцки език.
През 1943-1944 година, по време на българското управление, кмет на селото е Ангел Мантарлиев от съседното село Мантар.
| Име        | Име          | Ново име     | Ново име     | Описание |
| ---------- | ------------ | ------------ | ------------ | --- |
| Буюк Орман | Μπιούκ Όρμάν | Мегало Дасос | Μεγάλο Δάσος | местност на Ю от Пурлида |
| Спотияни   | Σπότιγιαννη  | Ставлос      | Σταύλος      | местност на С от Пурлида |
| Пару̀шка    | Παρούσκα     | Папаруна     | Παπαρούνα    | местност на СИ от Пурлида; името е по личното име Пару̀ш, от Паро и -уш като Драгу̀ш, Колу̀ш и Митру̀ш и топонимична наставка или само женското лично име Пару̀шка, умалително от Пару̀ша |

## Личности
Родени в Пурлида
- Андон Ангелов Порлиданов, български революционер, деец на ВМОРО и ВМРО, преселил се през 1923 година в Петрич, България[12]
- Гого Дереджиев, български революционер, деец на ВМОРО, загинал преди 1918 година[13]